# Labornetzteil

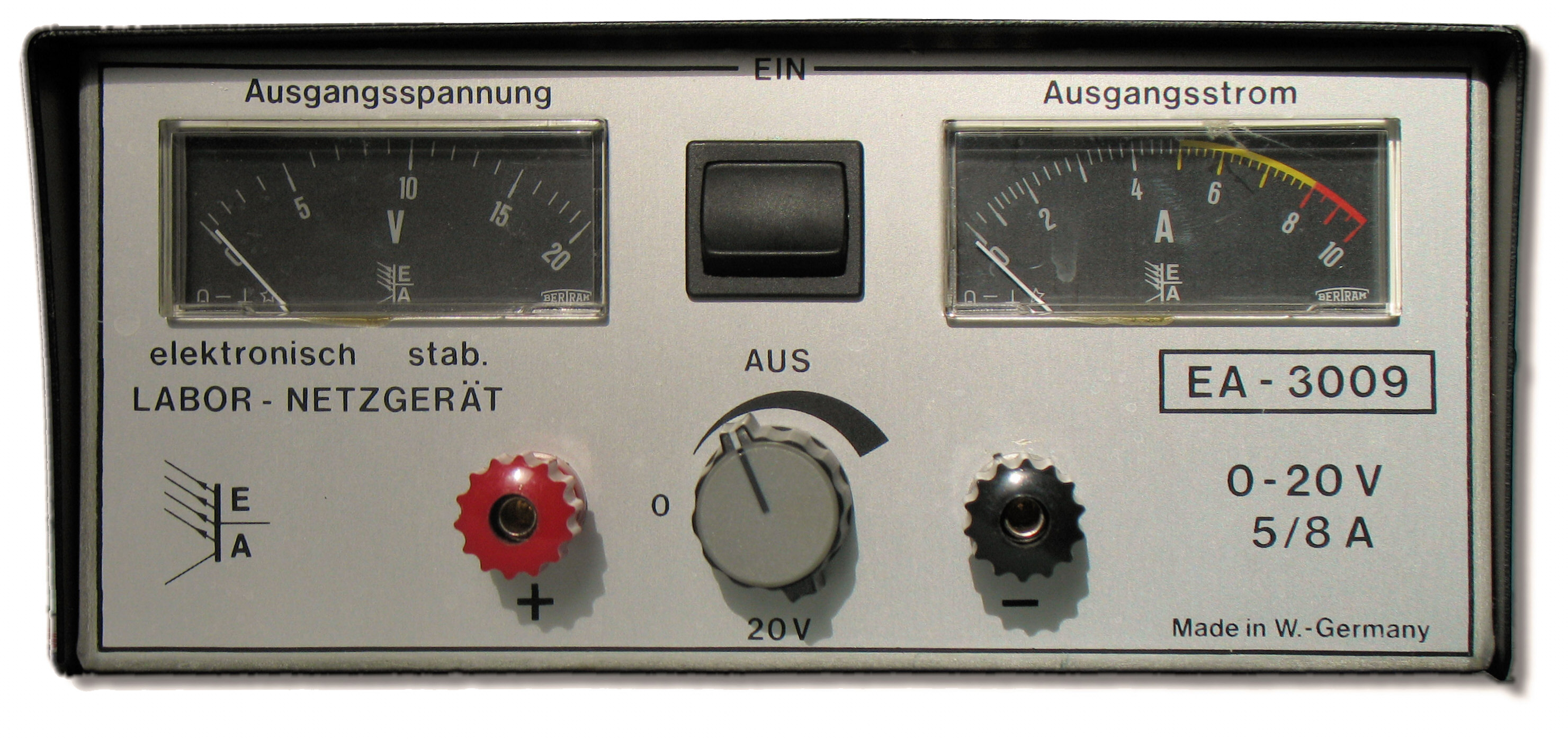
Einfaches analoges Labornetzteil

Kennlinie eines Labornetzgerätes mit (vertikal) einstellbarer Spannungs- und (horizontal) einstellbarer Strombegrenzung (dicke Linien);
ferner zwei Last-Kennlinien (dünne Linien)

Als Labornetzteil, auch Labornetzgerät genannt, werden Netzteile bezeichnet, die sich universell in der Elektronikentwicklung, im Prüf- und Servicebereich, in der Hobbyelektronik und Ausbildung verwenden lassen.
Labornetzteile gibt es je nach Anforderungen in sehr vielfältigen Ausführungen mit einer oder mehreren festen oder einstellbaren Spannungsbegrenzungen, festen oder einstellbaren Strombegrenzungen und für unterschiedliche Leistungen. Trackingfähige Labornetzteile können symmetrische Ausgangsspannungen mit unterschiedlichem Vorzeichen aber gleichem Betrag ausgeben.
Labornetzteile weisen immer eine Regelung auf, zumindest für die Ausgangsspannung, oft auch für den Ausgangsstrom. Sie können dazu mit Netztransformator, Gleichrichter und linearer Regelung ausgeführt sein oder als Schaltnetzteil.

## Abgrenzung

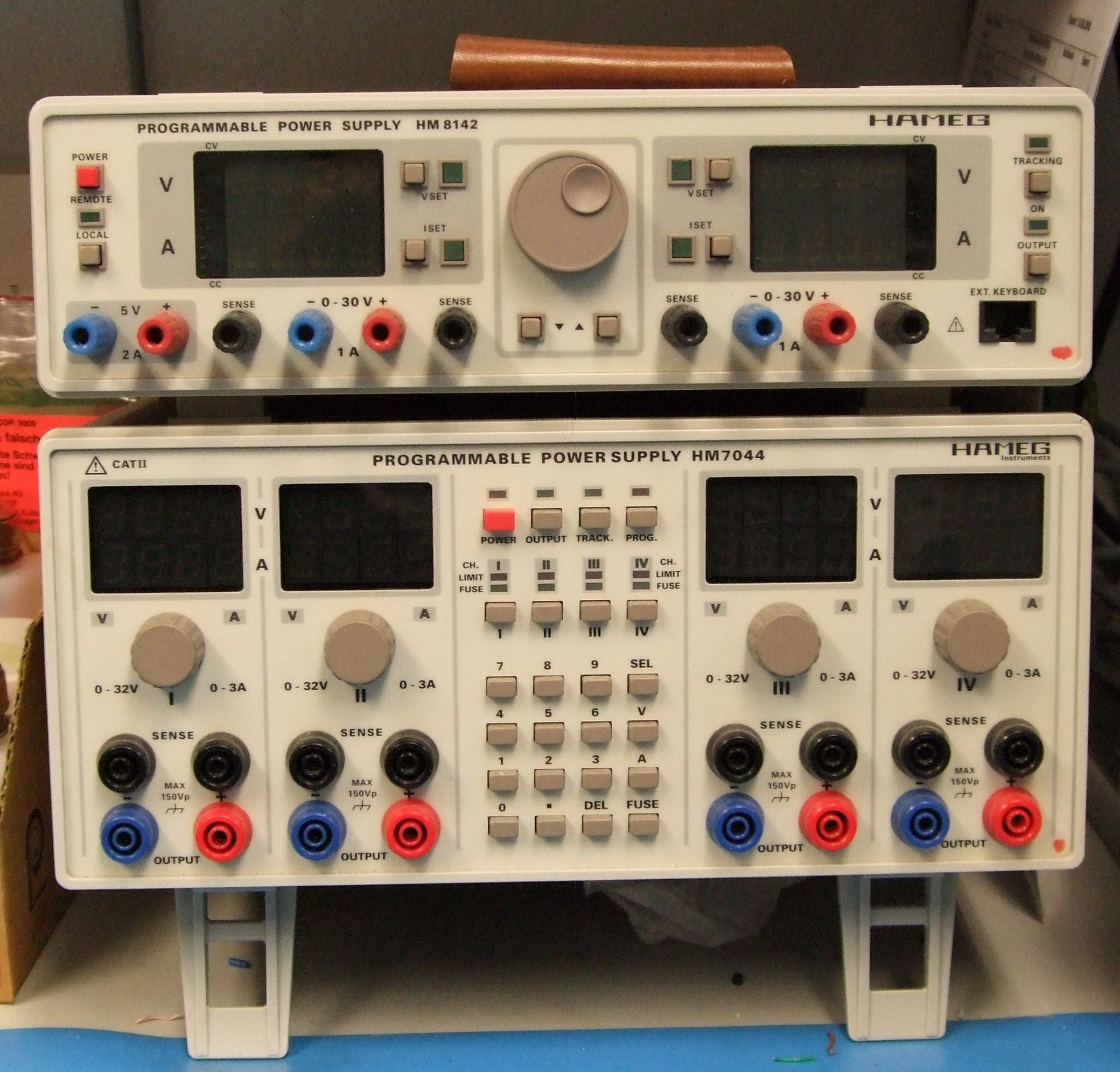
Programmierbare Labornetzteile mit zwei bzw. vier Ausgängen

Im Gegensatz zu üblichen Stecker- oder Tischnetzgeräten weisen Labornetzteile einige typische Besonderheiten auf:
- Der oder die Ausgänge sind in aller Regel überlastungs-, kurzschluss-, verpolungssicher.
- Bestimmte Typen von Labornetzteilen können auch als elektronische Last arbeiten, d. h. das Labornetzteil kann eine von außen aufgebrachte Leistung aufnehmen.
- Impulsverhalten, Restwelligkeit und Rauschen der Ausgangsspannung(en) sind spezifiziert.
- Eine feste oder einstellbare Strombegrenzung ist vorhanden; sie ist wesentliches Unterscheidungsmerkmal zu herkömmlichen Netzteilen: Bei Erreichen des eingestellten Maximalstromes gehen diese Labornetzteile vom Verhalten einer Konstantspannungsquelle (mit lastabhängigem Strom) in das einer Konstantstromquelle (mit lastabhängiger Spannung) über. Die Ausgangsspannung ist im Betriebsbereich der Konstantstromregelung somit kleiner als der eingestellte Grenzwert. Das kann bis zum Kurzschluss reichen, ohne dass das Gerät Schaden nimmt, weil der Strom auf dem eingestellten Wert gehalten wird. Das Diagramm zeigt für eine eher niedrige ohmsche Last (flachere geneigte Gerade), dass die Strombegrenzung aktiv ist, und bei einer höherohmigen Last (steilere geneigte Gerade) die Spannungsbegrenzung. Der sich einstellende Betriebszustand ergibt sich aus dem Schnittpunkt der rechteckigen Netzgeräte-Kennlinie mit der Last-Kennlinie.
- Zumindest bei einstellbaren Geräten gibt es Anzeigen für die eingestellte bzw. abgegebene Spannung und den eingestellten bzw. abgegebenen Strom.
- Die Anschlüsse sind genormt, meist für den Anschluss von sogenannten Bananensteckern ausgelegt, bei Labornetzteilen, die Spannungen über 60 V liefern können, sind sie in der Regel auch berührungssicher ausgeführt.
- Höherqualitative Labornetzteile sind über Schnittstellen wie den IEC-625-Bus, oder bei neueren Labornetzteilen mittels LXI, von einem Steuerrechner aus einstellbar. Teilweise können sie auch eigenständig Prüfabläufe durchführen, so dass der Übergang zu Leistungs-Signalgeneratoren fließend ist.
- Höherqualitative Labornetzteile weisen häufig zwei zusätzliche Buchsen auf, die meist mit „Sense“ beschriftet sind (erkennbar im Foto am unteren Gerät). Bei Anschluss der Last mit den üblichen zwei Zuleitungen hält bei Spannungsbegrenzung der eingebaute Regler die an den Buchsen gemessene Spannung konstant. Spannungsverluste in den Steckkontakten und Zuleitungen werden nicht erfasst und nicht ausgeregelt. Schließt man den Verbraucher aber wie einen niederohmigen Messwiderstand mittels der zusätzlichen Mess-(Sense-)Leitungen in Vierleiterschaltung an, wird die Spannung direkt an der Last (statt an den Klemmen) gemessen und entsprechend stabil gehalten. In den zusätzlichen Leitungen fließt kein Strom, entsprechend entfällt der Spannungsverlust.